# Green Turtle
Green Turtle (Tartaruga Verde) é um super-herói da Era de ouro das histórias em quadrinhos americanas originalmente publicado pela Rural Home Publications. Ele apareceu pela primeira vez em Blazing Comics #1 (junho de 1944) e foi criado pelo cartunista sino-americano Chu F. Hing. Embora a publicação original do personagem tenha durado apenas cinco edições de seis da revista Blazing Comics, o Green Turtle se destaca por dois fatoresː
Primeiro, durante a Segunda Guerra Mundial, suas histórias representavam os chineses na mídia popular dos Estados Unidos como parceiros heroicos na luta contra o Eixo. Uma edição começa com a faixa 美國及中華民國 (Aliança entre os Estados Unidos e a República da China) e apresenta um general americano unindo-se a soldados chineses na batalha. Durante a guerra, as representações americanas do conflito no Pacífico eram tipicamente racializadas; os estereótipos do "perigo amarelo" aplicados aos japoneses originalmente eram voltados contra os chineses e retratavam os asiáticos como inimigos raciais da civilização ocidental.
Segundo, o personagem é frequentemente identificado como o primeiro herói asiático-americano dos quadrinhos. Esses fatores influenciaram uma HQ contemporânea sobre o Green Turtle, a minissérieThe Shadow Hero, de Gene Luen Yang, cuja graphic novel American Born Chinese foi a primeira obra em formato de quadrinhos a ser indicada ao National Book Award.
Green Turtle lutou contra as forças japonesas na China durante a Segunda Guerra Mundial, aparecendo nas cinco primeiras edições da Blazing Comics (junho de 1944 - março de 1945), publicação que foi encerrada após seu sexto número. Com o fechamento da editora Rural Home e a não renovação dos direitos autorais, o personagem acabou em domínio público conforme a legislação americana.

### História do Personagem
O Green Turtle ajudava os chineses na guerrilha contra os invasores japoneses durante a Segunda Guerra Mundial. Ele usava um capuz verde e uma capa com um design que lembrava um casco de tartaruga. A maioria das histórias sobre a criação do personagem diz que Chu F. Hing queria que ele fosse explicitamente um herói chinês, mas seu editor não permitiu, acreditando que não haveria mercado para um super-herói asiático. Como resultado, Hing nunca desenhou o personagem sem sua máscara.
O Green Turtle tinha um ajudante, Burma Boy, um jovem mendigo que ele salvou da execução pelo exército japonês. Ele também contava com um criado chamado Wun-Too.
Os chineses se referem ao personagem como Ching Quai (chinês simplificado: 青龟, chinês tradicional: 青龜, pinyin: Qīng Gui), que significa "Tartaruga Verde" em mandarim.
A identidade secreta do Green Turtle nunca foi revelada, e seu rosto nunca foi mostrado sem a máscara. Na minissérie The Shadow Hero, de Gene Luen Yang, ele recebe o nome de Hank Chu, um sino-americano que vive em uma Chinatown da fictícia San Incendio no estado da Califórnia.

### Poderes e Habilidades
Originalmente, o Green Turtle não possuía poderes especiais, mas era um especialista em combate corpo a corpo e pilotava um avião de alta tecnologia chamado Turtle Plane. Ele usava uma capa longa com um emblema de tartaruga verde e, ocasionalmente, era retratado com uma grande silhueta negra de tartaruga surgindo atrás dele. Embora o significado disso nunca tenha sido explicado na série original, pode ser uma referência visual à Tartaruga Negra da mitologia chinesa. Ele usa uma corda amarrada na cintura, que utiliza para saltar sobre os inimigos durante o combate, além disso, ele carrega uma adaga de jade na bainha, mas nunca foi visto usando-a.

### Outras aparições
Em 2014, Gene Luen Yang e Sonny Liew lançaram uma minissérie de seis edições chamada The Shadow Hero, revivendo o Green Turtle. Nessa nova versão, a silhueta da tartaruga foi reinterpretada como um espírito que impede o herói de ser baleado. Um volume compilando todas as seis edições foi publicado pela First Second Books no mesmo ano.
Em 2017, a rede de restaurantes chineses Panda Express distribuiu a HQ inédita Shadow Hero Comics #1 como parte de uma campanha para o Mês da Herança Asiático-Pacífico Americana. Voltada a um público mais jovem do que a obra anterior, essa história apresenta uma nova parceira para o herói: Miss Stardust. Embora tenha a aparência de uma mulher branca e loira, ela é, na verdade, uma alienígena que fugiu de seu planeta natal, colocando-a em uma posição semelhante à do Green Turtle.

Em 2018, Green Turtle foi reimaginado como um dos heróis em domínio publico no projeto The Liberty Brigade, uma iniciativa que reuniu heróis de domínio público em novas aventuras. O projeto foi viabilizado graças a financiamento coletivo na plataforma Kickstarter. Nessa versão, o herói é Yong Shi, um guerreiro imortal da China do século XIII, durante a dinastia Yuan. Segundo a nova mitologia, Yong Shi foi abençoado pelos deuses Pangu e Nuwa após uma oração desesperada, recebendo a missão de proteger a China como seu guardião eterno. Atuando por mais de 700 anos, Yong Shi também atuou durante a Segunda Guerra Mundial, quando passa a lutar ao lado de outros heróis no grupo Liberty Brigade.